# Betbalkunda, Basavakalyan
Betbalkunda là một làng thuộc tehsil Basavakalyan, huyện Bidar, bang Karnataka, Ấn Độ.